# Еугеніуш Бодо

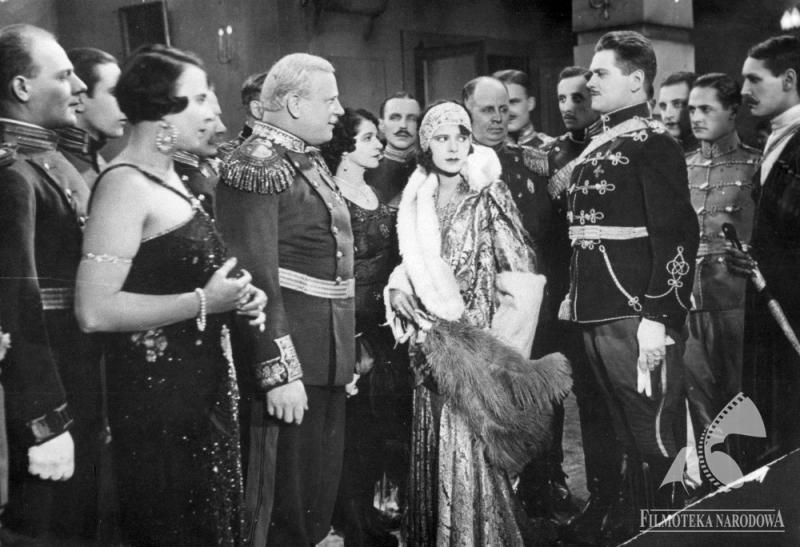
Кадр з фільму Краса життя з1930

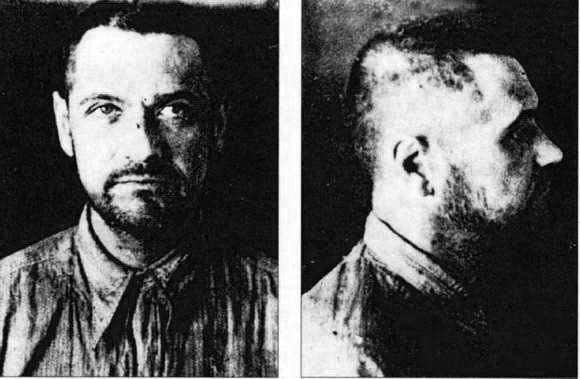
Eugeniusz Bodo після арешту НКВС 1941. Остання фотографія.

Евгеніуш Бодо (пол. Eugeniusz Bodo, справж. пол. Bogdan Eugène Junod; (нар. 28 грудня 1899, Женева — 7 жовтня 1943, Котлас) — польський актор кіно i театру швейцарського походження, режисер, сценарист, танцюрист, співак i продюсер фільму.
Псевдонім сценічний — «Бодо» («Bodo») — утворений з двох перших складів імен: його першого імені (Богдан) i матері (Ядвіга Анна Дорота).

## Біографія

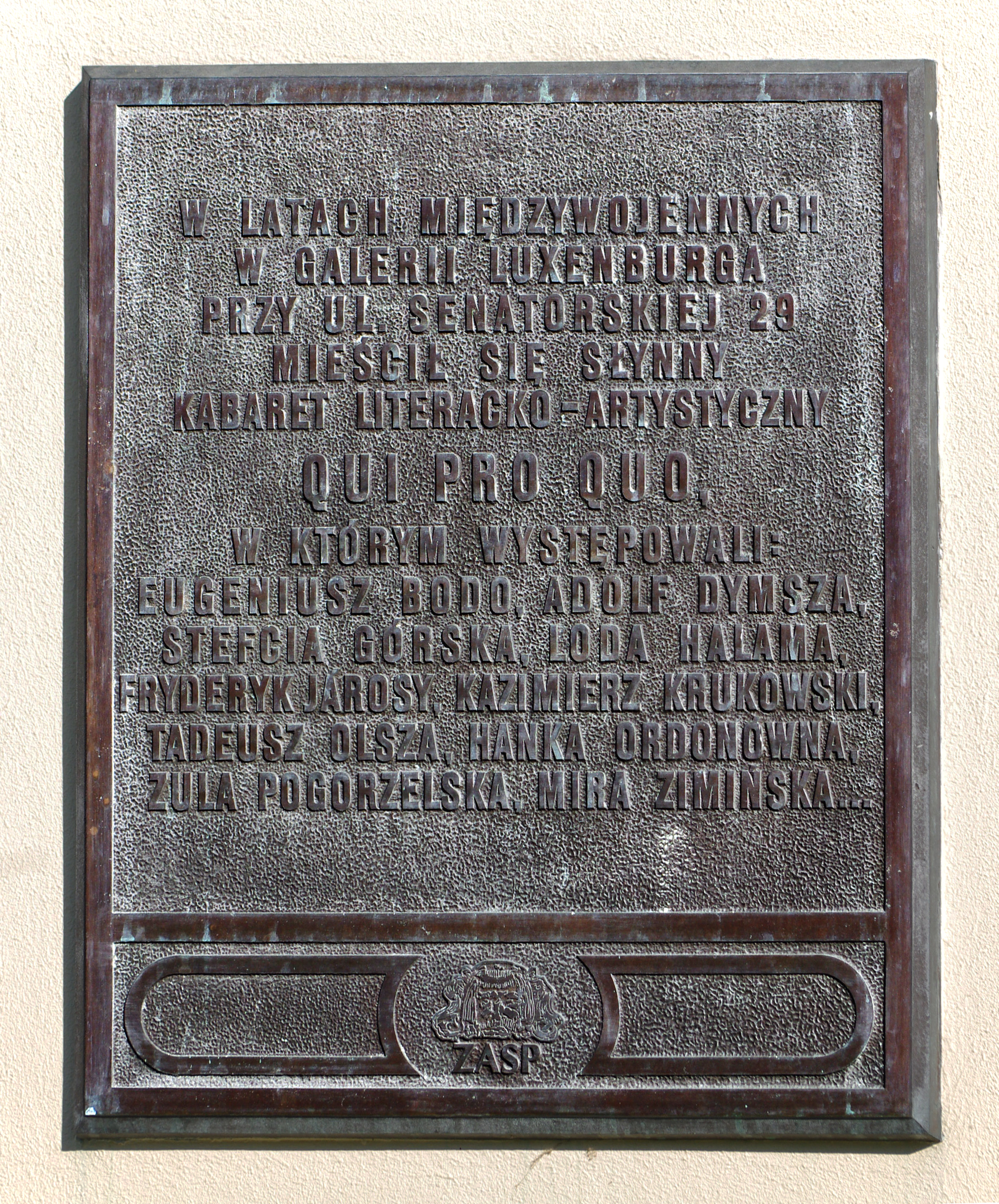
Дошка пам'яті на честь театр Qui Pro Quo і його артистів на Сенаторській 29/31 у Варшаві

Його батько був швейцарцем, кальвіністом, а мати — Ядвіга Анна Дорота Дилевська(Dylewska) (пом. в 1944)  належала до польської шляхти — була католичкою. Євгеній належав до батькового віровизнання. Близько 1900 роу його родина переїхала до Польщі і оселилася в Лодзі. Там його батько — Теодор(Théodore), за освітою інженер — зайнявся культурною діяльністю. Людвік Семполінські згадував, що Junod був «спеціалістом по веденню кабаре» в провінції. Спочатку, в роках 1903—1907,  у винайнятому від братів Кшеміньських ілюзіоні на Пьотрковскій 17, перейменовуючи  його на Театр Ілюзії Уранія. Від 1907 р. кіно-театр Уранія знаходився в деревляній будівлі на задньому дворі будинків на розі сучасних вулиць Пьотрковської і С.Ярача  (тепер в тому місці є дім торговий дім Магда). Про це місце, як про своє улюблене згадує Юліан Тувім.
Актор протягом цілого життя зберіг швейцарське громадянство (що сприяло його смерті), але цей факт був маловідомим у міжвоєнний період.
Дебютував на сцені батьківської Уранії, як 10-літній ковбой Бодо. Ім'я ковбоя стало артистичним псевдонімом митця.
В 1917 почав виступати як пісняр і танцюристна на сценах ревю, спочатку в Познані i Любліні, а від 1919 у Варшаві. Виступав там між інших в кабаре: «Qui Pro Quo», «Морськеоко», «Циганерія» i «Цирюльник Варшавський». В 1925 дебютував у фільмі Суперники (Rywale) i з цього часу почалася його велика популярність. Взагальному зіграв в понад 30 фільмах. Грав ролі коханців, трагічні, комедійні i у мюзиклах. Пісні, які він співав у фільмах ставали у Польщі шлягерами.
27 травня 1929, керуючи свїм автомобілем марки Chevrolet, яким подорожував з колегами з кабаре «Морське Око» (Morskie Oko), спричинив біля Ловича аварію, в якій на місці загинув актор Вітольд Роланд. В темряві налетів на не позначену купу каміння. Його засудили до 6 місяців позбавлення волі умовно.
Коли заробив собі на дім у Варшаві, забрав до себе матір.
Рекламував краватки Хойнацького, капелюхи Млодковського i піджаки Old England. Любив жінок. Взагалі не вживав алкоголю, але любив смачно поїсти.
У нього був  німецький дог — арлекін, якого звали Самбо (Самбо пережив Бодо, був випадково вбитий під час Варшавського повстання).
В 30-х роках почав писати сценарії, а перед самою  Другої світової війни почав працювати режисером у фільмах, в яких грав головні ролі. Був продюсером іодним із співвласників (від 1931) кіностудії B.W.B. (абревіатура від прізвищ власників Bodo, Waszyński i Brodzisz), а також власником від 1933 кіностудії «Urania-Film» (названої на честь фірми вже померлого батька), e. В  1939  підписав дуже вигідний контакт з  американською кіностудією.
В 1935 р. виступав в Палестині. В квітні 1939 відкрив у Варшаві  кав'ярню Café-Bodo, а над нею купив чотирьохкімнатну кватиру. Розпочав приготування до режисури нового фільму Увага — шпигун! (Uwaga — szpieg!.) В серпні 1939 підписав контракт з новим театром Тіп-Топ (Tip-Top). В 1938  проживав у Варшаві на вул. Маршалковській 132.
Після початку війни, в серпні  1939 віддав кав'ярню в оренду і втік від війни до Львова, де проживав в приміських Брюховичах. Там, знаючи трохи російську, став  конферансьє  і виступав в театрі Tea-Jazz Генрика Варса, записував свої пісні у російській версії. Тоді також, після  повернення з одного з турне по СРСР, вирішив емігрувати до США  і направив відповідні докумети вказав своє швейцарське громадянство.
Не встиг виїхати; щодо дальшої його долі існує кілька версій. Одні свідки стверджують, що після нападу Третього рейху на СРСР його арештував випадковий патруль НКВС 25 червня 1941 на вулицях Львова, за іншими даними — НКВС арештувало його 26 червня вдома. Рішенням спеціальної наради при НКВС СРСР був засуджений на 5 років колонії суворого режиму як соціально небезпечний елемент. З'являються сліди його перебування в тюрмах в Уфі i Бутирці  в Москві. Про його звільнення просили від імені польського посольства Станіслав Кот i Тадеуш Ромер. Однак їм відмовили з огляду на швейцарське громадянство Бодо. З тої ж причини не поширилась на нього амністія для польських громадян. З Москви відправили його до ГУЛАГу, в якому помер з виснаження і голоду. Згідно з радянських документів це сталося 7 жовтня 1943. Цей факт спростував версію часів ПНР, коли твердили, що Бодо був розстріляний німцями після їхнього входження до Львова. Похований в загальній могилі.
2 жовтня 2011 в Котласі на кладовищі Макаріча відкрили пам'ятник, який також є символічною могилою артиста.

## Фільмографія
- 1925 — Суперники  Геній
- 1926 — Червоний блазень
- 1927 — Помішка долі  танцюрист кабаре
- 1929 — Людина з блакитною душею  скульптор
- 1929 — Policmajster Tagiejew  Марковський
- 1930 — Культ тіла  Франциск, помічник Чеслава
- 1930 — На Сибір  робітник
- 1930 — Небезпечний роман   керівник банди грабіжників
- 1930 — Краса життя Roszow
- 1930 — Вітер з моря  Отто
- 1932 — Безіменні герої  комісар Щербіц
- 1932 — Голос пустелі  шейх Абдула
- 1933 — Його високість суб'єкт   суб'єкт Юрек
- 1933 — Іграшка  Кузьма, син лісника
- 1934 — Чорна перлина
- 1934 — Сzy Lucyna to dziewczyna?
- 1934 — Kocha, lubi, szanuje
- 1934 — Pieśniarz Warszawy
- 1935 — Jaśnie pan szofer
- 1936 — Amerykańska awantura
- 1936 — Bohaterowie Sybiru
- 1937 — Książątko
- 1937 — На поверх вище
- 1937 — Skłamałam
- 1938 — Paweł i Gaweł
- 1938 — Роберт і Бертран
- 1938 — Strachy
- 1938 — Za winy niepopełnione

Режисер
- 1937 — Królowa przedmieścia
- 1938 — Za winy niepopełnione

## Дискографія
- Hanka Ordonówna, Eugeniusz Bodo (SP, Syrena-Electro9437)
- Eugeniusz Bodo (Pocztówka, Tonpress R-0508-II)
- 1978 Jak za dawnych lat (LP, Muza SX-1701)
- 1990 W starym kinie: Eugeniusz Bodo, Adolf Dymsza (LP, Muza SX-2920)

## Найпопулярніші пісні
- Ach, śpij, kochanie
- Ach, te baby
- Całuję twoją dłoń, madame
- Już taki jestem zimny drań
- Najcudowniejsze nóżki
- O Key
- Sex appeal
- Tyle miłości
- рос. Прощальная Песенка Львовского Джаза
- Tylko z tobą i dla ciebie
- Umówiłem się z nią na dziewiątą
- Zrób to tak

## Відзнаки
- Хрест Заслуги (Польща) (1938)